# Stradelă

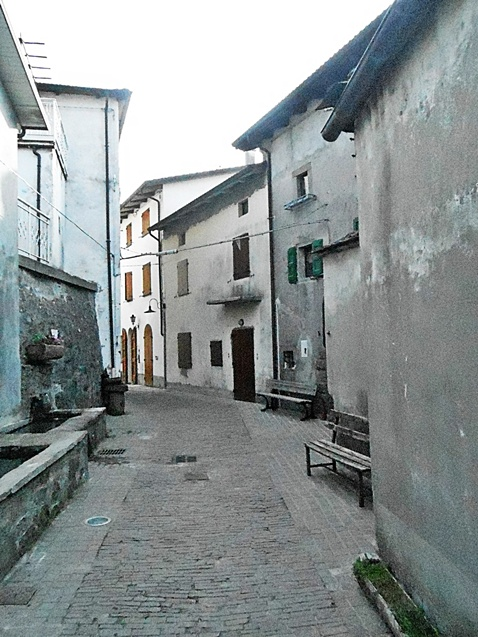
Stradelă într-un vechi oraş

O stradelă este o stradă scurtă și îngustă; o stradă mică, străduță, ulicioară. Cuvântul provine din limba italiană: „stradella”. 
Administrațiile unor municipii sau orașe folosesc termenul pentru denumirea unor căi de comunicație (alei) din cartierele sau cvartalele localității (de exemplu Chișinău).